# Plaza Carlos Condell
La plaza Carlos Condell, comúnmente llamada simplemente plaza Condell, es una pequeña plaza ubicada en la ciudad chilena de Concepción, en la manzana delimitada por las calles Rozas, Heras, Lautaro y Janequeo.

## Historia
La plaza data de 1890 en que el solar fue comprado por la Municipalidad de Concepción en 1700 pesos de la época a doña María Antonia Palma. En un cabildo se decidió nombrarla en honor del héroe de la Guerra del Pacífico, el contralmirante Carlos Condell de la Haza.
La inauguración de la plaza tardó 15 años, según consta en el diario El Sur del jueves 1 de junio de 1905, y según está estipulado en una placa conmemorativa. Esa ceremonia estuvo encabezada por el intendente Eugenio Sánchez y el alcalde Fernando Testus.
En el lado norte de la plaza se ubica la Laguna Las Tres Pascualas. A principios del siglo XX se ubicó allí el Club de Regatas Arturo Prat, cuyo primer presidente fue Colombo Dall'Orso. Se trataba de un lugar muy frecuentado por la alta sociedad penquista hasta 1939, cuando el terremoto de Chillán destruyó sus instalaciones. En las cercanías de la plaza se ubican varios colegios y parroquias. En 1964 se construyó la Remodelación Paicaví, que abrió uno de los lados de la plaza hacia la avenida Paicaví. A juicio de algunos arquitectos, eso afectó la armonía espacial de la plaza.
|                                                |
| Placa conmemorativa de su inauguración oficial |

|                   |
| Odeón de la plaza |

|                    |
| Centro de la plaza |